# Dolichophis schmidti
Dolichophis schmidti är en ormart som beskrevs av Nikolskij 1909. Dolichophis schmidti ingår i släktet Dolichophis och familjen snokar. Inga underarter finns listade i Catalogue of Life.
Arten förekommer främst från Turkiet över norra Syrien, norra Irak och södra Kaukasus till norra Iran. Avskilda populationer hittas i västra Syrien och norra Jordanien. Dolichophis schmidti lever i låglandet och i bergstrakter upp till 2000 meter över havet. Habitatet utgörs av halvöknar och stäpper. Individerna vistas ofta nära vattendrag där strandlinjen kännetecknas av stenar och buskar. De besöker även trädgårdar, vinodlingar och ibland jordbruksmark.
Dolichophis schmidti håller sig vanligen nära kolonier med gnagare där den hittar sina byten. Den jagar även ödlor, fåglar och andra ormar. Per tillfälle läggs 5 till 11 ägg.
Några exemplar fångas och hölls som sällskapsdjur. Förändringar av vattendragens läge kan påverka det lokala beståndet negativt. Större hot mot hela populationen är inte kända. IUCN kategoriserar arten globalt som livskraftig.